# Tranca Ruas

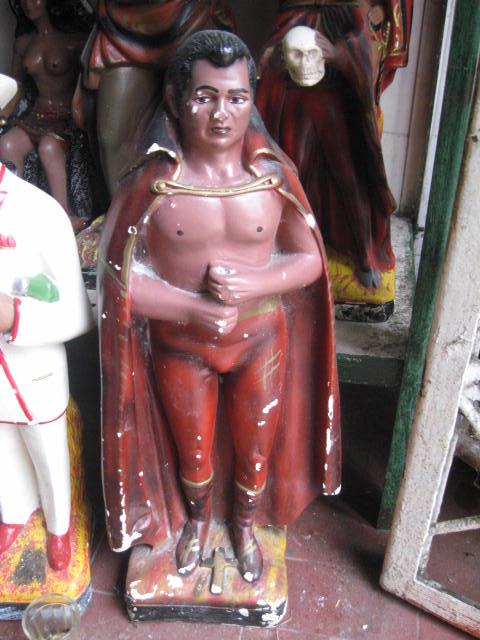
Exu Tranca-Ruas.

O Tranca Rua(s) é uma falange/agrupamento de exus, as entidades espirituais presentes na Umbanda e Quimbanda. É considerado responsável pela limpeza astral dos caminhos do mundo, representado pelas cores branco, preto e vermelho, podendo também ser azul ou roxo.
Geralmente é representado com um tridente, o que ao longo do tempo fez com que fosse associado, por membros de religiões de matriz cristãs a uma figura maligna, pelo fato de serem espíritos que trabalham em religiões de matriz africana. Como quase todos os exus, apresenta variações, como o Tranca Rua das Almas, dentre outros.

## Caracterização
Embora possuam diversas variações, sua caracterização geralmente incluiu uma capa e cartola vermelhas, e um charuto na boca, trabalha nas encruzilhadas e é um enviado de Ogum.